# Гонарезу (национални парк)
Гонарезу (енгл. Gonarezhou) национални парк (505.300 ha) је други по величини у Зимбабвеу. Налази се на крајњем југосисточном делу земље уз границу са Мозамбиком и Јужном Африком и део је великог међународног заштитног резервата (енгл. Great Limpopo Transfrontier Park) који обухвата Кругер национални парк (енгл. Kruger National Park) у Јужној Африци и Лимпопо национални парк (енгл. Limpopo National Park) у Мозамбику.
Гонарезу на Шона језику значи „место са много слонова“.
У парку се налазе бројне животиње, величанствени баобаби, жбуновите шуме, величанствене кречњачке литице, мочваре и водопади.
Животиње могу да се слободно крећу између националних паркова.

## Историја
Гонарезу (енгл. Gonarezhou)национални парк је основан 1975. спајањем претходних ловачких подручја са коридорима за контролу Це-це мува.
Парк је био затворен за публику за време Родезијског рата али је поново отворен 1994. године.

## Смештај
- Махење Сафари Лоџ (енгл. Mahenye Safari Lodge) - група лоџева прекривених травом у Шангани стилу у шуми на ади у реци Саве.
- Сенуко Сафари Лоџ (енгл. Senuko Safari Lodge) - Сенуко на Шангани језику значи појило.
- Кањон Чило Сафари Лоџ (енгл. Chilo Gorge Safari Lodge).